# مضيق جبل طارق

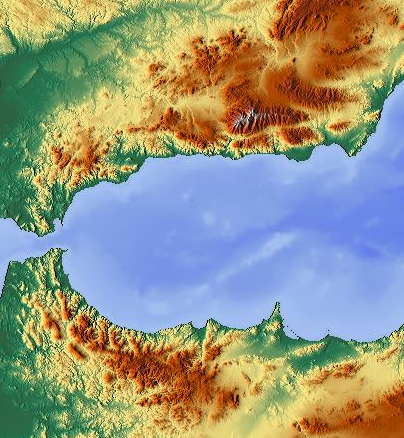
الريف المغربي والساحل الجنوبي لمنطقة الأندلس.

يقع مضيق جبل طارق البحري (بالإنجليزية: Strait of Gibraltar)‏ بين إسبانيا شمالاً والمغرب جنوباً، ويصل بين مياه البحر الأبيض المتوسط ومياه المحيط الأطلسي. تسميته العربية القديمة بحر الزُّقاق وبحر المجاز. يحدّ المدخل الغربي للمضيق كلّ من رأس سبارتيل (المغرب) ورأس الطرف الأغر (إسبانيا). يشرف على المضيق كل من المغرب وإسبانيا ومنطقة الحكم الذاتي جبل الطارق البريطانية. تعود التسمية للقائد طارق بن زياد الذي عبره في بداية الفتوحات الإسلامية لإسبانيا عام 711م، وقد تصحف لفظ الاسم في اللغات الأوروبية حيث يسمى ب«جبرلطار» بالإنكليزية أو «خبرالطار» بالإسبانية. يبلغ عمق المياه فيه حوالي 300 متر، وأقصر مسافة بين ضفتيه هي 14 كيلومتر. يعتبر من أهم المعابر البحرية في العالم. سمي قديماً بأعمدة هرقل حيث يروى أنه كانت تقع خلفه قارة أطلانطس الأسطورية.

## أسماؤه وأصلها
يأتي الاسم من صخرة جبل طارق، والتي نشأت بدورها من جبل طارق في اللغة العربية، والذي سُمي على اسم طارق بن زياد. يُعرف المضيق أيضًا باسم برزخ جبل طارق، وممر جبل طارق (رغم أن هذا اللفظ مهجور في الغالب)، وتسميه القوات البحرية ستروغ، ويسمى باب المغرب بالعربية أو «بوابة المغرب» أو «بوابة الغرب».
في العصور الوسطى، أطلق عليه المسلمون اسم الزقاق، أي «الممر»، وأطلق عليه الرومان اسم مضيق قادس، وعُرف في العالم القديم بصفته أحد «أعمدة هرقل» (باليونانية القديمة: αἱ Ἡράκλειοι στῆλαι، بالحروف اللاتينية: hai Hērákleioi stêlai).

## موقعه
تقع إسبانيا وإقليم جبل طارق (إقليم بريطاني ما وراء البحار في شبه الجزيرة الأيبيرية) على الجانب الشمالي من المضيق، في حين يحده على الجانب الجنوبي المغرب وسبتة (مدينة إسبانية تتمتع بالحكم الذاتي في شمال إفريقيا). عُرفت حدوده في العصور القديمة باسم أعمدة هرقل.
نظرًا لموقعه، يُستخدم المضيق عادةً للهجرة غير الشرعية من إفريقيا إلى أوروبا.

### امتداده
توضح المنظمة الهيدروغرافية الدولية حدود مضيق جبل طارق على النحو التالي:
في الغرب. خط يصل بين رأس طرف الغار ورأس سبارطيل.
في الشرق. خط يصل بين أوروبا بوينت وشبه جزيرة ألمينة.

## التنوع الحيوي
صنفت جمعية الطيور العالمية المضيق منطقةً هامة لحفظ الطيور نظرًا لأن مئات الآلاف من الطيور البحرية تستخدمه كل عام للهجرة بين البحر الأبيض المتوسط والمحيط الأطلسي، منها أعداد كبيرة من جلم الماء الكبير والبافينوس موريتانيكوس ونورس أدوين والنورس الأغبس وأبو موس وببغاء الغطاس (بفن الأطلنطي).
يعيش نوع قاتل من الحيتان في قطيع مكون من 36 فردًا حول المضيق، ويعد أحد الأنواع القليلة المتبقية في مياه أوروبا الغربية. قد يواجه القطيع الانقراض في العقود القادمة بسبب التأثيرات طويلة المدى للتلوث بثنائي الفينيل متعدد الكلور.

## تاريخه
يعود تاريخ السكن البشري الأول في المنطقة إلى إنسان النياندرتال قبل نحو 125,000 سنة مضت. يُعتقد أن صخرة جبل طارق قد تكون إحدى آخر المواقع التي سكن فيها إنسان النياندرتال في العالم، ويعود تاريخ الأدلة على وجودهم هناك إلى نحو 24,000 عام. يعود تاريخ الأدلة الأثرية التي تبين سكن الإنسان العاقل في المنطقة إلى نحو 40,000 سنة.
كانت المسافة القصيرة نسبيًا بين الشاطئين بمثابة نقطة عبور سريعة لمجموعات وحضارات مختلفة عبر التاريخ، منها القرطاجيون الذين شنوا حملة ضد روما، والرومان الذين تنقلوا بين مقاطعات هسبانيا وموريتانيا، والغارات الفاندالية جنوب جرمانيا إلى روما الغربية وصولًا إلى شمال أفريقيا في القرن الخامس، والمور والبربر في القرون من الثامن إلى الحادي عشر، وإسبانيا والبرتغال في القرن السادس عشر.
ابتداءً من عام 1492، بدأ المضيق يلعب دورًا ثقافيًا محددًا، إذ عمل حاجزًا ضد الغزو عبر القنوات ومنع تدفق الثقافة واللغة الذي يتبع هذا الغزو عادةً. في ذلك العام، أطاحت قوة إسبانية بآخر حكومة إسلامية شمال المضيق. منذ ذلك الوقت، أصبح المضيق عاملًا في تطور ثقافتين مختلفتين ومتميزتين للغاية على جانبيه بعد أن تشارك الجانبان ثقافة واحدة لأكثر من 500 عام من القرن الثامن إلى أوائل القرن الثالث عشر.
على الجانب الشمالي، بقيت الثقافة المسيحية الأوروبية مهيمنة منذ طرد آخر مملكة إسلامية في عام 1492، وسادت اللغة الإسبانية الرومانسية، أما على الجانب الجنوبي، سيطر المسلمون العرب المتوسطيون منذ انتشار الإسلام إلى شمال إفريقيا في السبعينيات وهيمنت اللغة العربية. على مدى السنوات الخمسمئة الماضية، أصبح التعصب الديني والثقافي عاملًا قويًا في الفصل الثقافي القائم بين هاتين المجموعتين أكثر من حاجز السفر الصغير الذي يمثله المضيق.
تمثل المنطقة المحصورة البريطانية الصغيرة التي تشكلها مدينة جبل طارق مجموعة ثقافية ثالثة موجودة في المضيق. تأسست هذه المنطقة لأول مرة في عام 1704، وباتت بريطانيا تستخدمها منذ ذلك الحين ضمانًا للسيطرة على الممرات البحرية داخل وخارج البحر الأبيض المتوسط.
في أعقاب الانقلاب الإسباني في يوليو 1936، حاولت البحرية الجمهورية الإسبانية محاصرة مضيق جبل طارق لعرقلة نقل قوات جيش إفريقيا من المغرب الإسباني إلى شبه الجزيرة الإسبانية. في 5 أغسطس 1936، تمكنت ما تسمى بقافلة النصر من جلب ما لا يقل عن 2500 رجل عبر المضيق، وكسر الحصار الجمهوري.

## الاتصالات
يعد المضيق طريقًا ملاحيًا مهمًا من البحر الأبيض المتوسط إلى المحيط الأطلسي. تعمل عبّاراتٌ بين إسبانيا والمغرب عبر المضيق، وكذلك بين إسبانيا وسبتة وجبل طارق إلى طنجة.

### نفق عبر المضيق
بدأت المناقشات بين إسبانيا والمغرب حول بناء نفق تحت المضيق في ثمانينيات القرن المنصرم. في ديسمبر 2003، اتفق البلدان على البحث في بناء نفق للسكك الحديدية تحت البحر لربط أنظمة السكك الحديدية الخاصة بهما عبر المضيق. تقرر أن يكون قياس السكة 1435 ملم (4 قدم، 8.5 إنش) لتطابق البناء المقترح وتحويل أجزاء كبيرة من نظام القياس العريض الحالي إلى قياس معياري. بقي المشروع في مرحلة التخطيط، واجتمع المسؤولون الإسبان والمغاربة لمناقشته من حين لآخر كما في عام 2012. لم تؤد هذه المحادثات إلى أي شيء بنّاء، لكن وافق وزراء كلي البلدين في أبريل 2021 على عقد اجتماع حكومي دولي مشترك في الدار البيضاء في الأشهر القادمة. كانت الغاية من الاجتماع استئناف المناقشات حول النفق. في وقت سابق، في يناير 2021، درست حكومة المملكة المتحدة خططًا لإنشاء نفق لربط جبل طارق بطنجة ليحل محل المشروع الإسباني المغربي الذي لم يكن له حتى ذلك الحين أي نتائج ملموسة بعد أكثر من 40 عامًا من المناقشات.

### في الشعارات العالمية

شعار إسبانيا of إسبانيا.
Emblem of أندلوسيا.
Coat of arms of إكستريمادورا.
Coat of arms of مليلية.
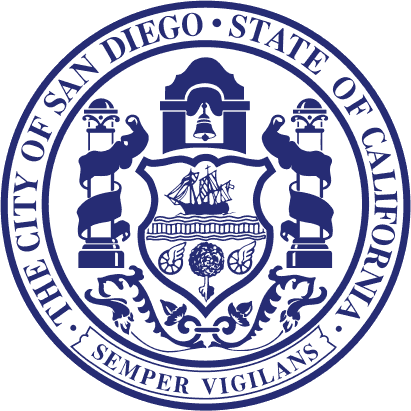
Seal of سان دييغو، كاليفورنيا.
Coat of arms of ولاية فيراكروز، المكسيك.
Coat of arms of تاباسكو، المكسيك.
Coat of arms of تروخيو (بيرو).
Coat of arms of بوتوسي، بوليفيا.
Coat of arms of قادس.

## المصدر
- جبل طارق، مضيق - موسوعة المورد، منير البعلبكي، 1991